# Paul Warburg
Paul Moritz Warburg (Hamburgo, 10 de agosto de 1868 - Nova Iorque, 24 de janeiro de 1932) foi um banqueiro de investimentos americano nascido na Alemanha e um dos primeiros defensores do Sistema de Reserva Federal dos Estados Unidos.

## Primeiros anos
Warburg nasceu em Hamburgo, Alemanha, da família Warburg, uma dinastia bancária judaica com origem em Veneza. Seus pais eram Moritz e Charlotte Esther (Oppenheim) Warburg. Depois de se formar no Realgymnasium em Hamburgo em 1886, ele contratou Simon Hauer, um importador e exportador de Hamburgo, para aprender os fundamentos da prática de negócios. Ele trabalhou da mesma forma para Samuel Montague & Company, banqueiros, em Londres, em 1889-1890, no Banque Russe pour le Commerce Etranger, em Paris, em 1890-1891.
Em 1891, Warburg ingressou no escritório da empresa familiar de bancos MM Warburg & Co., fundada em 1798 por seu bisavô. Ele interrompeu o trabalho lá para realizar uma turnê mundial durante o inverno de 1891-1892. Warburg foi admitido em uma parceria na empresa da família em 1895.
Em 1 de outubro de 1895, Warburg se casou em Nova Iorque com Nina J. Loeb, filha de Solomon Loeb, fundadora da empresa de investimentos de Kuhn, Loeb & Co. em Nova Iorque. Os Warburg eram pais de um filho, James Paul Warburg, e uma filha, Bettina Warburg Grimson.

## Carreira

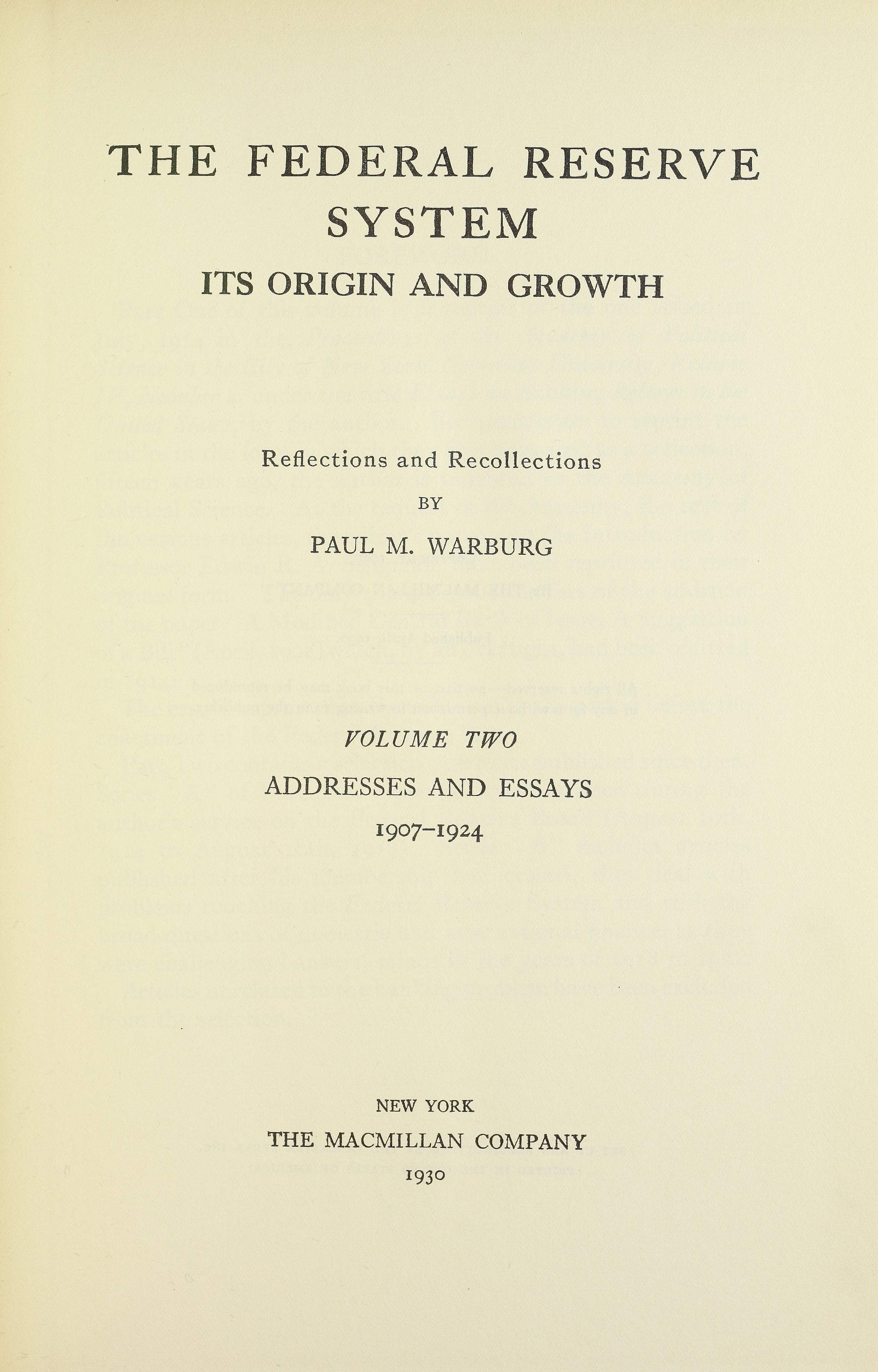
Paul Moritz Warburg, Addresses and essays, 1930

Embora tenha sido um fator importante nas finanças alemãs, após frequentes viagens de negócios a New York Warburg, estabeleceu-se em 1902 como sócio da Kuhn, Loeb & Co., onde o influente Jacob Schiff, sogro de seu irmão (Felix Warburg), era parceiro sênior. Warburg permaneceu sócio da firma da família em Hamburgo, mas se tornou um cidadão americano naturalizado em 1911. Ele era membro do Templo Emanu-El em Nova Iorque.
Warburg foi eleito diretor da Wells Fargo & Company em fevereiro de 1910. Ele renunciou em setembro de 1914 após sua nomeação para o Federal Reserve Board, e Jacob Schiff foi eleito para seu assento no conselho do Wells Fargo.
Warburg ficou conhecido como um defensor persuasivo do banco central nos Estados Unidos. Muitos de seus contemporâneos o consideravam a principal força motriz por trás do estabelecimento do banco central da América. Russell Leffingwell, que atuou de várias maneiras como secretário adjunto do Tesouro, chefe do Conselho de Relações Exteriores e presidente do J.P. Morgan, creditou a Warburg pelo "serviço na pregação das doutrinas e práticas do moderno setor bancário [central] europeu", enquanto todos os outros "amigos do dinheiro" estavam tão ocupados em lutar contra o movimento livre da prata que pouco pensaram na necessidade de reforma monetária. Harold Kellock, da The Century Magazine, caracterizou Warburg como "o homem mais amável que já conduziu pessoalmente uma revolução". Esse homem tímido e sensível, continuou Kellock, "impôs sua ideia a uma nação de cem milhões de pessoas".
Ao chegar a Nova Iorque em 1902, Warburg fez uma crítica ao sistema bancário americano, que ele considerava insuficientemente centralizado. Consciente de seu inglês imperfeito e de seu status de recém-chegado, ele deixou o jornal para sentar em sua mesa por quatro anos. Ele superou sua reticência em 1906, depois de participar de um jantar oferecido pelo professor Edwin Seligman, da Columbia University. Seligman, um defensor do banco central, ficou impressionado com o amplo conhecimento de Warburg sobre o sistema financeiro e disse-lhe que "é seu dever levar suas ideias ao país".
Pouco tempo depois, o New York Times publicou um artigo denominado "Defeitos e necessidades de nosso sistema bancário", de Warburg. Em relação ao seu sistema financeiro, ele argumentou: "Os Estados Unidos estão de fato no mesmo ponto que foi alcançado pela Europa na época dos Medicis e pela Ásia, com toda a probabilidade, na época de Hamurabi". O principal motivo desse atraso no desenvolvimento foi a falta de uma instituição central que pudesse redescontar notas promissórias bancárias para facilitar a troca de promessas de pagamento futuro por dinheiro.
As ideias de Warburg ganharam uma audiência mais ampla depois que o pânico de 1907 tomou conta do sistema financeiro do país, e posteriormente publicou mais dois artigos elaborando e defendendo seus planos: "Um Plano Para um Banco Central Modificado" e "Uma Reserva Unida do Banco dos Estados Unidos". Ao mesmo tempo, ele apareceu em conferências organizadas pela Columbia University, pela American Economic Society e pela Academy of Political Science.
Em 1908, Warburg ganhou reconhecimento o suficiente para que Nelson Aldrich, senador republicano de Rhode Island, o consultasse para aconselhamento sobre reforma monetária. A Comissão Monetária Nacional, presidida por Aldrich, posteriormente entrevistou Warburg em várias ocasiões. Em 1910, Aldrich convidou Warburg para participar de uma reunião secreta com outros banqueiros influentes na ilha Jekyll, na Geórgia, onde foi elaborado o esboço de um projeto de lei para estabelecer um banco central.
Em 1919, ele fundou e se tornou o primeiro presidente do Conselho de Aceitação Americana. Ele organizou e se tornou o primeiro presidente do International Acceptance Bank of New York em 1921. A aceitação internacional foi adquirida pelo Bank of the Manhattan Company em 1929, com Warburg tornando-se presidente da organização combinada.
Ele se tornou diretor do Conselho de Relações Exteriores em sua fundação em 1921, permanecendo no conselho até sua morte. De 1921 a 1926, Warburg foi membro do conselho consultivo do Federal Reserve Board, atuando como presidente do conselho consultivo entre 1924 e 1926. Ele também foi administrador do Institute of Economics, fundado em 1922; quando foi incorporada à Brookings Institution, em 1927, tornou-se administrador da empresa, servindo até sua morte.
Em 8 de março de 1929, Warburg alertou para o desastre ameaçado pelas especulações de ações selvagens então galopantes nos Estados Unidos, prenunciando o crash da Wall Street de 1929 que ocorreu em outubro daquele ano.
Ele incentivou a cooperação cultural germano-americana, ajudando a fundar a Fundação Carl Schurz Memorial em 1930 e servindo como tesoureiro de maio de 1930 até sua morte. Ele também fez contribuições substanciais para a Biblioteca Warburg em Hamburgo, fundada por seu irmão, o historiador da arte Aby Warburg; ele deu um salão conhecido como American House à Universidade de Heidelberg; e ele fez doações generosas para a Academia de Ciência Política de Berlim.

## Morte
Warburg morreu em sua casa em Nova Iorque em 24 de janeiro de 1932 e foi enterrado no cemitério cemitério de Sleepy Hollow em Sleepy Hollow, Nova Iorque. No momento de sua morte, ele era presidente da Manhattan Company e diretor do Bank of Manhattan Trust Company, Farmers Loan and Trust Company of New York, First National Bank of Boston, Baltimore & Ohio Railroad, Union Pacific Railroad, Los Angeles & Salt Lake Railroad, Western Union Telegraph Company, American I.G. Chemical Company, Agfa Ansco Corporation e Warburg & Company of Amsterdam.

## Legado
O personagem de desenho animado, Oliver "Daddy" Warbucks da série Little Orphan Annie, foi supostamente inspirado na vida e nos tempos de Warburg.[carece de fontes?] A cadeira de Paul M. Warburg em Economia na Universidade de Harvard foi nomeada em sua homenagem.

## Família
Seu filho, James Warburg (1896–1969) foi consultor financeiro de Franklin D. Roosevelt nos primeiros anos de sua presidência.